# John Toland
John Toland (Redcastle, 30 de novembre de 1670 - Putney, 11 de març de 1722) fou un filòsof irlandès. Va estudiar a les universitats de Glasgow, Edimburg, Leiden i Oxford. Va publicar molts llibres i pamflets sobre filosofia política i religiosa que són considerades com expressions pioneres de la filosofia de la Il·lustració.

## Biografia
Va néixer a Ardagh a la península de Inishowen, una regió predominantment catòlica i de parla irlandesa del comtat de Donegal, al nord-oest d'Ulster. És probable que hagi estat originalment batejat com «Seán Eoghain Ui Thuathalláin», encara que va créixer sota l'àlies de «Janus Junius Toland». Després d'haver-se convertit a el protestantisme al voltant dels setze anys, va obtenir una beca per a estudiar teologia a la Universitat de Glasgow.
Després, va assistir a la Universitat d'Edimburg, on va acabar un mestratge el 1690. Seguidament, va rebre una beca per a passar dos anys estudiant a la Universitat de Leiden en els Països Baixos i, després, dos anys a la Universitat d'Oxford. El seu primer llibre, Christianity Not Mysterious (1696) va ocasionar que fos processat per un jutjat a Londres i el llibre va ser cremat a Dublín. Després d'Oxford, va residir a Londres durant la major part de la seva vida, encara que va continuar visitant periòdicament el continent europeu, especialment Alemanya i els Països Baixos. Fins i tot va viure al continent entre 1707 i 1710.

## Obres
- Christianity Not Mysterious: A Treatise Shewing, That there is nothing in the Gospel Contrary to Reason, Nor Above It: And that no Christian Doctrine can be properly called A Mystery (1696)
- An Apology for Mr. Toland (1697)
- Amyntor, or the defence of Milton's life (1698)
- Amyntor, or a Defence of Miltons Life (1699)
- The Art of Governing Partys (1701)
- Limitations for the next Foreign Successor, or A New Saxon Race: Debated in a Conference betwixt Two Gentlemen; Sent in a Letter to a Member of Parliament (1701)
- Propositions for Uniting the Two East India Companies (1701)
- Hypatia or the History of a most beautiful, most virtuous, most learned and in every way accomplished lady, who was torn to pieces by the clergy of Alexandria to gratify the pride, emulation and cruelty of the archbishop commonly but undeservedly titled St Cyril (1720)
- Anglia Libera, or the Limitation and Succession of the Crown of England (1701)
- Reasons for Address His Majesty to Invite into England their Highnesses, the Electress Dowager and the Electoral Prince of Hanover (1702)
- Vindicius Liberius (1702)
- Letters to Serena (1704)
- The Primitive Constitution of the Christian Church (c. 1705; publicat l'any 1726)
- The Account of the Courts of Prussia and Hanover (1705)
- Socinianism Truly Stated (por "un panteísta") (1705)
- Adeisidaemon - o "Man Without Superstition" (1709)
- Origines Judaicae (1709)
- The Art of Restoring (1710)
- The Jacobitism, Perjury, and Popery of High-Church Priests (1710)
- An Appeal to Honest People against Wicked Priests (1713)
- Dunkirk or Dover (1713)
- The Art of Restoring (1714) (contra Robert Harley)
- Reasons for Naturalising the Jews in Great Britain and Ireland on the same foot with all Other Nations (1714)
- State Anatomy of Great Britain (1717)
- The Second Part of the State Anatomy (1717)
- Nazarenus, or Jewish, Gentile and Mahometan Christianity (1718)
- The Probability of the Speedy and Final Destruction of the Pope (1718)
- Tetradymus (1720) traduït a l'anglès l'any 1751
- Pantheisticon (1720) traduït a l'anglès l'any 1751
- History of the Celtic Religion and Learning Containing an Account of the Druids (1726)
- A Collection of Several Pieces of Mr John Toland, ed. P. Des Maizeaux, 2 vols. (1726)